# Gli argonauti del tempo
Gli argonauti del tempo (The Chronic Argonauts) è un racconto di fantascienza di H. G. Wells, pubblicato per la prima volta in tre parti (secondo altre fonti due parti) rispettivamente in aprile, maggio e giugno 1888 sul The Science Schools Journal, giornale scolastico del The Royal College of Science.
Grazie a questa opera a Wells si presentò una grande occasione quando il direttore del National Observer, Ernest Henley, lo contattò per una serie di articoli e quando lo stesso direttore, passato al New Review, gli chiese di revisionare la sua idea sui Viaggi nel tempo, persuadendo William Heineman a pubblicarne la storia su un libro, quella che nel 1895 sarebbe diventata la prima edizione de La macchina del tempo.
È una delle prime opere ad aver portato nella fantascienza il concetto del viaggio tra diverse epoche temporali, inteso in una maniera analoga al viaggio tra diversi punti dello spazio inaugurando un intero filone narrativo che ha avuto particolare fortuna nel XX secolo.
Nonostante Wells sia generalmente accreditato come divulgatore del concetto di viaggio nel tempo, utilizzando un veicolo che consente a un operatore di viaggiare intenzionalmente e selettivamente, il breve racconto di Edward Page Mitchell del 1881,  L'orologio che andò al contrario (The Clock that Went Backward) anticipa il concetto incentrando la storia su un orologio che permette una persona di viaggiare indietro nel tempo.

## L'opera
Nel 1888, nel periodo in cui Wells si trasferì a Uppark, per far fronte alla sua cagionevole salute incominciò ad abbozzare degli scritti, che in seguito bruciò perché reputati da lui stesso infantili. La svolta decisiva avvenne quando, dopo quattro mesi di permanenza a Uppark, Wells accettò l'invito dell'amico Burton, trasferendosi per un periodo di tre mesi in Etruria.
In questo periodo Wells cominciò a lavorare su alcune bozze, iniziando così i suoi primi racconti fantascientifici. Nello stesso anno pubblicò sul Science School Journal il racconto The Chronic Argonauts, considerata la sua prima opera di rilevanza fantascientifica, nonché anticipazione di quello che sette anni dopo sarebbe diventato il suo primo successo letterario; l'opera venne pubblicata in tre episodi tra aprile e giugno e rimase incompleta per volontà dello stesso Wells. Nel racconto è presente l'influenza letteraria - a detta dello stesso Wells - di Nathaniel Hawthorne, uno dei più importanti narratori statunitensi dell'Ottocento, i cui scritti vennero letti dallo scrittore nel suo periodo di permanenza a Uppark.
Tale influenza risultò però ridotta: solo l'atmosfera claustrofobica della piccola città gallese e la mentalità ristretta della popolazione nei confronti dello straniero è riconducibile a La lettera scarlatta, mentre il setting e alcuni topoi, come la misteriosa casa colonica in cui si trasferisce il dottor Nebogipfel e attorno alla quale ruota buona parte della vicenda, ricordano La casa dei sette abbaini.
Tali richiami letterari collocano Wells in un filone narrativo di interpretazione simbolica che trova come massimi esponenti proprio Nathaniel Hawthorne, Herman Melville e Henry James, con rappresentazioni sul Modus vivendi, sulla moralità, sul Fantastico e sul Soprannaturale, con i temi evolutisi nel rinascimento americano e nel trascendentalismo.
Anche se il testo wellsiano è saturo di richiami mitologici, l'autore riesce a trasformare l'elemento simbolico in un elemento decisamente funzionale al flusso narrativo, avvicinandosi più ad una prospettiva paradossale, dove il simbolo è soggetto a un maggior numero di interpretazioni portatrici di un certo grado di complessità.
Nella narrazione del racconto, l'autore sfrutta la natura mitologica del viaggio degli argonauti a bordo della loro nave Argo, trasformandola in una narrativa funzionale, dove non solo sottolinea la natura essenziale del viaggio, ma ne giustifica anche l'assoluta necessità, non a caso Wells definisce il Dott. Nebogipfel come depositario di un sapere superiore che gli consente una visione lungimirante e l'abilità artigiana di costruire la macchina.
Wells intreccia alla narrativa del racconto, le tematiche sociali, rendendola appunto funzionale. 
Tale tematica è riscontrabile nelle future opere wellsiane, ad esempio in uno dei suoi romanzi più famosi, La macchina del tempo. 
H.G.Wells concepì l'idea di "La macchina del tempo" come un'analisi accurata della società britannica di epoca vittoriana.
Si possono notare infatti le condizioni degli Eloi, i discendenti della classe dirigente di età vittoriana, dipinti come creature paradisiache a cui non mancha nulla, che vivono nel loro mondo fittizio di agio e benessere, ma nella realtà accuditi in veri e propri allevamenti, mostrando agli occhi del lettore il decadentismo borghese  e viceversa, i Morlocchi, discendenti degli operai sfruttati della medesima epoca, che vivono ancora nelle viscere della Terra, uscendo la notte per raccogliere gli Eloi migliori da usare per nutrirsi, mostrando il riscatto operaio sulla classe borghese.
Nonostante il riscatto sulla borghesia, Wells sembra voler sottolineare le differenze tra i due schieramenti sociali, come se la classe operaia di fosse riscattata solo in parte. Infatti se da un lato i Morlocchi allevano gli Eloi, e hanno una grande agilità, dall'altra sono mostruosi e vulnerabili alla luce solare, stesso vale per gli Eloi, candidi e delicati ma allo stesso tempo assoggettati dai loro opposti.
Ancora una volta l'evoluzionismo darwiniano si mostra agli occhi del lettore, dividendo le due specie sul piano biologico per cause di vita in differenti ambienti.

### Similitudini con la cittadina di Holt (1887)
Un anno prima della pubblicazione dell'opera, Wells si trasferì in Galles aderendo al corpo docente di una scuola, la Holt Academy, nella cittadina di Holt, vicino a Wrexham. Sulla carta la Holt Academy sembrava la meta migliore per Wells rispetto a tutte quelle proposte. Offriva la possibilità di guadagnare dalle quaranta alle cinquanta sterline durante l'anno scolastico, inoltre l'idea di una vasta biblioteca, di vari campi da gioco e di una stanza tutta per sé incoraggiò la scelta del giovane. La scuola era strutturata in un'organizzazione complessa, una scuola maschile più una scuola femminile più un college per la preparazione di giovani per il ministero calvinista metodista, promettevano varietà di insegnamento e possibilità di parlare ed esercitarsi con studenti dell'età di Wells.
Quando Wells giunse a Holt trovò solo i resti in decomposizione di un'istituzione un tempo prospera, incastonata in una squallida strada di case in un piatto paesaggio ormai malridotto, un piccolo centro storico ridotto alle dimensioni di un villaggio. La casa della scuola era un'abitazione disordinata con quella che sembrava essere una piccola ex cappella bianca, con finestre rotte e sporche e un pavimento di mattoni. La scuola delle ragazze era forse una ventina di bambini e ragazze in crescita in una piccola villetta in fondo alla strada. I candidati al ministero erano tre giovani di colore apparentemente appena fuori dai campi, e la scuola dei ragazzi contava una manciata di alunni, figli di contadini e di commercianti.

### Possibili fonti di ispirazione
Nel periodo di frequentazione della Debating Society degli studenti, Wells senti parlare dell'idea di una cornice quadridimensionale per una nuova apprensione dei fenomeni fisici, che in seguito portò lo scrittore a redigere un manoscritto, The Universe Rigid.
Nell'inverno del 1890-91, dopo essersi laureato, Wells riprese un periodo di piacevole serenità intellettuale in cui la mente poteva permettersi di elaborare un'idea per giorni e giorni, in questo periodo scrisse il saggio The Rediscovery of the Unique che venne stampato da Frank Harris allora editore della rivista Fortnightly Review (luglio 1891).
Il successo ebbe l'effetto di stuzzicare l'appetito per la stampa, portando Wells a sottoporre all'attenzione di Harris, un secondo articolo, L' Universo Rigido, che l'editore spedì immediatamente alle stampanti, leggendone il contenuto soltanto nella stampa di prova. L'opera fu giudicata da Harris incomprensibile, cosa che diede modo a Wells di scartare l'idea della possibile teoria scientifica, rielaborandola sul piano fantascientifico.
L'idea della quarta dimensione venne elaborata in un saggio del 1880 di Charles Howard Hinton intitolato Che cosa è la quarta dimensione?, l'autore suggerì che i punti che si muovono nello spazio a tre dimensioni potrebbero essere immaginati come intersezioni successive di una statica disposizione quadridimensionale delle linee passanti attraverso un piano tridimensionale, un'idea che ha anticipato le nozioni di linea oraria (world line) e di quarta dimensione assimilabile al tempo presenti nella teoria della relatività di Albert Einstein, nonostante Hinton non se lo sarebbe aspettato e l'articolo fosse soprattutto incentrato sulle possibilità di una quarta dimensione spaziale. Nello scritto Hinton si occupa dell'idea della quarta dimensione come spazio piuttosto che come tempo. L'argomento mostrato geometricamente propone che un'estensione da un quadrato a un cubo sia essenzialmente lo stesso tipo di estensione che da una linea a un quadrato, Wells lavora da queste idee sulla prima pagina di The Macchina del tempo. Nel 1934 Wells scrisse nella sua autobiografia che mentre studiava per diventare uno scienziato, sentì parlare e impose l'idea di una cornice quadridimensionale per una nuova apprensione dei fenomeni fisici, che successivamente diede una cornice per la sua prima fantasia scientifica. Nella prefazione curata da Wells nell'edizione del 1931, Wells afferma che l'idea sviluppatasi nella Macchina del tempo non è mai stata una sua peculiare idea, il che suggerisce che Wells avesse sentito parlare del lavoro di Hinton sul tempo come una dimensione.
Le prime pagine dell'opera di Wells mostrano chiaramente lo stesso modo di pensare di Hinton. Il protagonista spiega la quarta dimensione in termini di geometria, ma questa è sviluppata in modo che la quarta dimensione sia vista come temporale piuttosto che spaziale. Gli effetti sono gli stessi, come afferma Hinton che "un corpo a quattro dimensioni apparirebbe all'improvviso come un corpo completo e finito, e come all'improvviso scomparirà, non lasciando alcuna traccia di se stesso, nello spazio...".
Hinton in seguito introdusse un sistema di cubi colorati attraverso lo studio del quale era possibile imparare a visualizzare lo spazio quadridimensionale (Casting out the Self, 1904). Il sistema richiedeva molto esercizio, e in seguito qualcuno sostenne che questi cubi avevano portato più persone brillanti alla follia.
I racconti scientifici di Hinton, compreso Che cosa è la quarta dimensione? e Un mondo piatto, furono pubblicati in una serie di nove opuscoli da Swan Sonnenschein & Co., tra il 1884 e il 1886. Nell'introduzione a Un mondo piatto, Hinton si riferì al recente Flatlandia: Racconto fantastico a più dimensioni di Edwin Abbott Abbott, spiegando che aveva un disegno simile ma un'intenzione differente. Secondo Hinton, Abbot usava le storie come un palcoscenico su cui mettere la sua satira e le sue lezioni, mentre Hinton nel suo lavoro diceva di volere soprattutto ragionare sui fatti concreti. Il mondo di Hinton esisteva più sulla superficie di una sfera che sulla superficie di un piano. Strinse ancor più il suo collegamento ad Abbott scrivendo Un episodio su Flatlandia: o come un semplice quadrato scoprì la terza dimensione, del 1907.

## Trama
Il racconto ha inizio in un'immaginaria cittadina del Galles dall’astruso nome di Llyddwdd, dove la popolazione è ancora turbata da un misterioso delitto avvenuto poco tempo prima, in una casa lontana dal centro abitato. Situata a circa mezzo miglio dal centro abitato, la casa era un grande edificio agricolo noto come Manse, adibito ad abitazione nel corso dei decenni.

## Luoghi
Manse: Situata a circa mezzo miglio fuori dalla cittadina di Llyddwdd lungo la strada che sale sul fianco orientale della montagna chiamata Pen-y-pwll a Rwstog, si tratta di un grande edificio agricolo. Il nome della struttura deriva dal fatto che era un tempo la residenza del ministro dei metodisti calvinisti. Si tratta di un'erezione bizzarra, bassa, irregolare, che si trova a qualche centinaio di metri dalla ferrovia. Dalla sua costruzione nella seconda metà del XVIII secolo la struttura ha subito molti cambiamenti di fortuna, in seguito al lungo periodo di abbandono per la cessata attività agricola degli ettari circostanti. 
Tra gli altri Miss Carnot, The Gallic Shappo un tempo la fece diventare la sua casa, e in seguito un vecchio uomo di nome Williams divenne il suo occupante. Il terribile omicidio di questo inquilino da parte dei suoi due figli fu la causa di un considerevole periodo di disabitazione con l'inevitabile conseguenza di generale degrado.

## Edizioni
- Herbert George Wells; Bernard Bergonzi, The Early H. G. Wells, I ed., University of Toronto Press, 1961.[35]

- Herbert George Wells (The Chronic of Argonauts), Strange Signposts: An Anthology of the Fantastic, Roger Elwood, Sam Moskowitz, I ed., Holt, Rinehart and Winston, giugno 1966.[36]